# الزاهية (أدم)
الزاهية منطقة سكنية تقع في ولاية أدم، التابعة لمحافظة الداخلية في سلطنة عمان. يقدر عدد سكانها بـ 174 نسمة حسب إحصاء عام 2010 التابع للمركز الوطني للإحصاء والمعلومات الحكومي. رمز المنطقة هو 50530420.

## الوصلات الخارجية
- المركز الوطني للإحصاء والمعلومات، سلطنة عمان